# باغرات السادس ملك جورجيا
باغرات السادس (بالجورجية: ბაგრატ VI) (ق. 1439 - 1478)، ممثل فرع إيميريتي من سلالة باغراتيوني، كان ملكًا (ميبي) لإيميريتي (باسم باغرات الثاني) من عام 1463، وملك جورجيا من عام 1465 حتى وفاته.